# Пам'ятки археології Ізюмського району
В Ізюмському районі Харківської області на обліку перебуває 55 пам'яток археології.
| № з/п | Охоронний № | Місцезнаходження об'єкту | Назва об'єкту | Дослідник, рік обстеження | Розміри                                                                        | Кат                   | Рішення Харківського ОВК, накази УКіТ | Охоронна зона: розміри, Рішення Харківського ОВК, накази УКіТ                                                        |
| ----- | ----------- | --- | --- | --- | ------------------------------------------------------------------------------ | --------------------- | ------------------------------------- | --- |
| 1.    | 970         | с.Олександрівка Олександрівської с\р біля дороги на с. Кун'є | Курган. III тис. до н.е. – I тис. н.е. | Коленченко Н.Г., археолог. 1971 р., Ревенко В.І., археолог. 2003 р.                                                                              | Вис. 2,0 м.                                                                    | Місцева               | № 61 від 25.01.72 р.                  | 50 м.№33 від 23.01.84р.                                                                                              |
| 2.    | 969         | с. Бригадирівка Бригадирівської с\р на зах. Околиці села | Кургани. 9.III тис. до н.е. – I тис. н.е. | Шрамко Б.А. д.і.н., Міхеєв В.К. д.і.н., Грубник-Буйнова Л.П. арх. 1977 р., Ревенко В.І., археолог. 2003 р.                                       | Вис. 0,2-1,8 м.                                                                | -<<-                  | № 61 від 25.01.72 р.                  | 50 м.№33 від 23.01.84р.                                                                                              |
| 3.    | 2561        | с. Букине Оскільської с\р | Поселення доби неоліту. V-IV тис. до н.е. | Телегін Д.Я., д.і.н. 1951 р. | -<<-                                                                           | № 975 від 18.09.97 р. |                                       | |
| 4.    | 2249        | с. Глинське Левківської с\р | Кургани. 16.III тис. до н.е. – I тис. н.е. | Шрамко Б.А. д.і.н., Міхеєв В.К. д.і.н., Грубник-Буйно-ва Л.П. арх. 1977 р.,                                                                      | Вис. 0,2-1,7 м.                                                                | -<<-                  | № 183 від 20.04.87 р.                 | 50м.№ 184 від 20.04.87р. (встановлена на 10 курганів).10 м.Наказ УКіТ №19 від 17.02.05р. (встановлена на 6 курганів) |
| 5.    | 960         | с. Кам’янка Кам’янської с\р, урочище “Бондариха” | Поселення багатошарове: доби неоліту, скіфське, бондарихинське, черняхівське, пеньківське.V-IV тис. до н.е., V-III ст. до н.е., XII - VIII ст. до н.е., II-IV ст. н.е., V-VII ст. н.е. | Сібільов М.В., археолог. 1927 р. | -<<-                                                                           | № 61 від 25.01.72 р.  |                                       | |
| 6.    | 961         | с. Кам’янка Кам’янської с\р, у лісі на лів. Березі р. Сів. Дінець навпроти села | Поселення двошарове: доби бронзи та скіфське.II тис. до н.е., V-III ст. до н.е. | Сібільов М.В., археолог. 1924 р. | -<<-                                                                           | № 61 від 25.01.72 р.  |                                       | |
| 7.    | 2250        | с. Кам’янка, Кам’янської с\р | Кургани. 24.III тис. до н.е. – I тис. н.е. | Шрамко Б.А. д.і.н., Міхеєв В.К. д.і.н., Грубник-Буйнова Л.П. арх. 1977 р., Ревенко В.І., археолог. 2003 р.                                       | Вис. 0,2-4,0 м.                                                                | -<<-                  | № 183 від 20.04.87 р.                 | 50м.№ 184 від 20.04.87р. (встановлена на 20 курганів)10 м.Наказ УКіТ №19 від 17.02.05р. (встановлена на 4 кургани)   |
| 8.    | 968         | с. Комарівка Комарівської с\р, на зах. від села | Кургани. 5.III тис. до н.е. – I тис. н.е. | Коленченко Н.Г., археолог. 1971 р., Ревенко В.І., археолог. 2003 р.                                                                              | Вис. 0,2- 2,5 м.                                                               | -<<-                  | № 61 від 25.01.72 р.                  | 50 м.№33 від 23.01.84р. (встановлена на 4 кургани)                                                                   |
| 9.    | 966         | с. Мала Комишуваха Малокомишуваської с\р | Кургани. 14.III тис. до н.е. – I тис. н.е. | Городцов В.О., арх. 1901 р. Ревенко В.І., археолог. 2003 р.                                                                                      | Вис. 0,4-2,5 м.                                                                | -<<-                  | № 61 від 25.01.72 р.                  | 50 м.№33 від 23.01.84р.                                                                                              |
| 10.   | 957         | с. Синичине Кам’янської с\р, в урочище “Пристень” на прав. березі р. С. Донець в підніжжі гори. | Стоянка доби палеоліту.15-10 тис. до н.е. | Сібільов М.В., археолог. 1940 р. | Шир. 70 м.                                                                     | -<<-                  | № 61 від 25.01.72 р.                  | 50м. №197 від 16.04.84р.                                                                                             |
| 11.   | 956         | с. Синичине, на правому березі р.С. Донець, у яру”Киянщина” в 3-4 км від села Кам’янка | Стоянка доби неоліту.VI тис. до н.е. | Сібільов М.В., археолог. 1940 р. | Площа не встановлена                                                           | -<<-                  | № 61 від 25.01.72 р.                  | 50м. №197 від 16.04.84р.                                                                                             |
| 12.   | 963         | с. Сніжківка Малокомишуваської с\р на правому березі р. Оскіл за 1,5 км від місця впадіння р. Оскола в р. Сів. Дінець | Поселення доби неоліту.V-IV тис. до н.е. | Сібільов М.В., археолог. 1920 р. | -<<-                                                                           | -<<-                  | № 61 від 25.01.72 р.                  | |
| 13.   | 2562        | с. Сніжківка | Поселення доби неоліту.V-IV тис. до н.е. | Сібільов М.В., археолог. 1920 р. | -<<-                                                                           | -<<-                  | № 975 від 18.09.97 р.                 | 50м. №197 від 16.04.84р.                                                                                             |
| 14.   | 964         | с. Сніжківка, на городах Піщанського ліс-ництва, біля озера Кислякове | Поселення доби бронзи.II тис. до н.е. | Коленченко Н.Г., археолог. 1971 р. | -<<-                                                                           | -<<-                  | № 61 від 25.01.72 р.                  | 50м. №197 від 16.04.84р.                                                                                             |
| 15.   | 965         | с. Сніжківка, на лівому березі р. С. Донець, на півн-зах від села понад лісом | Поселення доби бронзи.II тис. до н.е. | Сібільов М.В., археолог. 1925 р. | -<<-                                                                           | -<<-                  | № 61 від 25.01.72 р.                  | |
| 16.   | 958         | с. Студенок, Студеноцької с\р, в урочищі “Високі пісочки” | Стоянка доби неоліту та бронзи.VI тис. до н.е. | Сібільов М.В., археолог. 1924 р. | -<<-                                                                           | -<<-                  | № 61 від 25.01.72 р.                  | 50м. №197 від 16.04.84р.                                                                                             |
| 17.   | 962         | с. Оскіл Оскольської с\р, на правому березі р. Оскіл | Поселення доби бронзи.2 пол. II тис. до н.е. | Ліберов П.Д., д.і.н. 1955 р. | -<<-                                                                           | -<<-                  | № 61 від 25.01.72 р.                  | 50м. №197 від 16.04.84р.                                                                                             |
| 18.   | 2319        | с. Оскіл | Кургани. 24.III тис. до н.е. – I тис. н.е. | Багалій Д.І., історик. 1905 р., Ревенко В.І., археолог. 2003 р.                                                                                  | Вис. 0,5-3,5 м.                                                                | -<<-                  | № 161 від 18.04.88 р.                 | 10 м.Наказ УКіТ №19 від 17.02.05р. (встановлена на 18 курганів)                                                      |
| 19.   | 2320        | с. Чистоводівка Чистоводівської с\р | Кургани. 12.III тис. до н.е. – I тис. н.е. | Шрамко Б.А. д.і.н., Міхеєв В.К. д.і.н., Грубник-Буйнова Л.П. арх. 1977 р. Ревенко В.І., археолог. 2003 р.                                        | Вис. 0,6-3,5 м.                                                                | -<<-                  | № 161 від 18.04.88 р.                 | 10 м.Наказ УКіТ №19 від 17.02.05р.                                                                                   |
| 20.   | 2135        | с. Шпаківка Малокомишуваської с\р | Поселення зрубне “Поляни - I ”. к. II тис. до н.е. | Коломійцева О.В., історик. 1970 р. | Площа 5,2 тис. кв.м.                                                           | -<<-                  | № 118 від 17.03.86 р.                 | 50м.№ 184 від 20.04.87р.                                                                                             |
| 21.   | 967         | с. Шпаклівка на території села | Кургани. 11.III тис. до н.е. – I тис. н.е. | Городцов В.О., археолог. 1901 р., Ревенко В.І., археолог. 2003 р.                                                                                | Вис. 1,0-1,5 м.                                                                | -<<-                  | № 61 від 25.01.72 р.                  | 50 м.№33 від 23.01.84р.                                                                                              |
| 22.   | 959         | С. Яремівка Студеноцької с\р, на лівому березі р. С. Донець в урочищі “Смертобоїще” на півн-зах від села | Стоянка доби неоліту.VI- IV тис. до н.е. | Сібільов М.В., археолог. 1924 р. | Площа не встановлена                                                           | -<<-                  | № 61 від 25.01.72 р.                  | 50м. №197 від 16.04.84р.                                                                                             |
| 23.   |             | с.Кам’янка Кам’янської с/ради Стоянка розташована на мисі при впадінні до р.Сіверський Донець невеличкої правої притоки р.Суха Кам’янка | Стоянка «Кам’янка» | Сніжко І.А.., к.і.н., ХІМ 2004-05 рр.Пам'ятка кінця пізнього палеоліту 15-12 тис. років тому                                                     | пл. приблизно 100х200м                                                         | Об’єкт                | Наказ УКіТ №394 від 20.12.06р.        | |
| 24.   |             | с. Андріївка Заводської с/ради. 12 курганів розташовані на північний схід та на південний схід від села | Кургани | Ревенко В.І., зав. відділу охорони пам’яток ХІМ. 2002 р.Енеоліт. Доба бронзи. Скіфський час. Раннє середньовіччя. III тис. до н.е. – I тис. н.е. | вис. 0,2-1,8 м                                                                 | Об’єкт                | Наказ УКіТ №25 від 02.03.05р.         | |
| 25.   |             | с. Бражківка Бражківської с/ради. 7 курганів, розташовані на південний захід та на південний схід від села | – << – | – << – | вис. 0,2-1,9 м                                                                 | Об’єкт                | Наказ УКіТ №25 від 02.03.05р.         | |
| 26.   |             | с. Бугаївка Бугаївської с/ради. 26 курганів розташовані навколо села | – << – | – << – | вис. 0,1-3,5 м                                                                 | Об’єкт                | Наказ УКіТ №25 від 02.03.05р.         | |
| 27.   |             | с. Вірнопілля Вірнопільської с/ради. 18 курганів, розташовані навколо села | – << – | – << – | вис. 0,2-1,7 м                                                                 | Об’єкт                | Наказ УКіТ №25 від 02.03.05р.         | |
| 28.   |             | с. Глинське Левківської с/ради. 16 курганів, розташовані навколо села з північного боку | – << – | – << – | вис. 0,2-1,7 м                                                                 | Об’єкт                | Наказ УКіТ №25 від 02.03.05р.         | |
| 29.   |             | с. Дмитрівка Вірнопільської с/ради. 5 курганів розташовані навколо села з північного боку | – << – | – << – | вис. 0,5-2,5 м                                                                 | Об’єкт                | Наказ УКіТ №25 від 02.03.05р.         | |
| 30.   |             | с. Довгеньке Довгеньківської с/ради. 9 курганів, розташовані навколо села з південного боку | – << – | – << – | вис. 0,3-2,0 м                                                                 | Об’єкт                | Наказ УКіТ №25 від 02.03.05р.         | |
| 31.   |             | с. Донецьке Малокомишуваської с/ради. 1 курган, розташований на південний схід від села за 1,5 км | Курган | – << – | вис. 0,3 м                                                                     | Об’єкт                | Наказ УКіТ №25 від 02.03.05р.         | |
| 32.   |             | с. Заводи Заводської с/ради. 25 курганів, розташовані навколо села з південного боку | Кургани | – << – | вис. 0,2-5,0 м                                                                 | Об’єкт                | Наказ УКіТ №25 від 02.03.05р.         | |
| 33.   |             | с. Іванчуківка Іванчуківської с/ради. 5 курганів, розташовані навколо села | – << – | – << – | вис. 1,0-1,5 м                                                                 | Об’єкт                | Наказ УКіТ №25 від 02.03.05р.         | |
| 34.   |             | с. Іскра Левківської с/ради. 11 курганів, розташовані на захід та на схід від села | – << – | – << – | вис. 0,3-1,8 м                                                                 | Об’єкт                | Наказ УКіТ №25 від 02.03.05р.         | |
| 35.   |             | с. Капитолівка Капитолівської с/ради. 7 курганів розташовані на північ та північний схід від села | – << – | – << – | вис. 0,5-4,0 м                                                                 | Об’єкт                | Наказ УКіТ №25 від 02.03.05р.         | |
| 36.   |             | с. Крамарівка Левківської с/ради. 20 курганів, розташовані навколо села | – << – | – << – | вис. 0,2-4,5 м                                                                 | Об’єкт                | Наказ УКіТ №25 від 02.03.05р.         | |
| 37.   |             | с. Куньє Куньєвської с/ради. 28 курганів розташовані навколо села | – << – | – << – | вис. 0,2-4,0 м                                                                 | Об’єкт                | Наказ УКіТ №25 від 02.03.05р.         | |
| 38.   |             | с. Левківка Левківської с/ради. 19 курганів, розташовані навколо села з східного боку | – << – | – << – | вис. 0,2-2,0 м                                                                 | Об’єкт                | Наказ УКіТ №25 від 02.03.05р.         | |
| 39.   |             | с. Липчанівка Бригадирівської с/ради2 кургани, розташовані на північний схід від села за 2 км | – << – | – << – | вис. 0,5-2,0 м                                                                 | Об’єкт                | Наказ УКіТ №25 від 02.03.05р.         | |
| 40.   |             | с. Миколаївка Комарівської с/ради. 20 курганів, розташовані навколо села | – << – | – << – | вис. 0,4-4,0 м                                                                 | Об’єкт                | Наказ УКіТ №25 від 02.03.05р.         | |
| 41.   |             | с. Петропілля Заводської с/ради. 4 кургани, розташовані навколо села з південного боку | – << – | – << – | вис. 0,4-3,5 м                                                                 | Об’єкт                | Наказ УКіТ №25 від 02.03.05р.         | |
| 42.   |             | с. Поляна Іванчуківської с/ради. 8 курганів, розташовані на південь за 1 км та на південний захід від села | – << – | – << – | вис. 0,7-2,0 м                                                                 | Об’єкт                | Наказ УКіТ №25 від 02.03.05р.         | |
| 43.   |             | с. Розсохувате Бугаївської с/ради. 6 курганів розташовані на захід від села | – << – | – << – | вис. 0,3-1,9 м                                                                 | Об’єкт                | Наказ УКіТ №25 від 02.03.05р.         | |
| 44.   |             | с. Семенівка Малокомишуваської с/ради. 9 курганів, розташовані на південь та на схід від села | – << – | – << – | вис. 0,3-4,5 м                                                                 | Об’єкт                | Наказ УКіТ №25 від 02.03.05р.         | |
| 45.   |             | с. Синичене Кам’янської с/ради. 7 курганів, розташовані на південь за 1 км від села | – << – | – << – | вис. 0,5-1,7 м                                                                 |                       | Наказ УКіТ №25 від 02.03.05р.         | |
| 46.   |             | с. Сулигівка Бражківської с/ради. 15 курганів, розташовані на захід та на північний захід від села | – << – | – << – | вис. 0,4-3,0 м                                                                 | Об’єкт                | Наказ УКіТ №25 від 02.03.05р.         | |
| 47.   |             | с. Суха Кам’янка Кам’янськоїської с/ра-ди. 9 курганів, розташовані на південь та на південний схід від села | – << – | – << – | вис. 0,4-2,7 м                                                                 | Об’єкт                | Наказ УКіТ №25 від 02.03.05р.         | |
| 48.   |             | с. Топольське Малокомишуваської с/ради. 8 курганів, розташовані на північ, південь та захід від села | – << – | – << – | вис. 0,3-4,0 м                                                                 | Об’єкт                | Наказ УКіТ №25 від 02.03.05р.         | |
| 49.   |             | с. Федорівка Бригадирівської с/ради. 17 курганів, розташовані на схід та південь від села | – << – | – << – | вис. 0,4-2,2 м                                                                 | Об’єкт                | Наказ УКіТ №25 від 02.03.05р.         | |
| 50.   |             | с. Чорнобаївка Бугаївської с/ради. 10 курганів, розташовані навколо села | – << – | – << – | вис. 0,4-3,0 м                                                                 | Об’єкт                | Наказ УКіТ №25 від 02.03.05р.         | |
| 51.   |             | с. Щасливе Іванчуківської с/ради. 7 курганів, розташовані на північний схід та на схід від села | – << – | – << – | вис. 0,5-2,5 м                                                                 | Об’єкт                | Наказ УКіТ №25 від 02.03.05р.         | |
| 52.   |             | с. Яремівка Студеноцької с/ради. 2 кургани, розташовані на південний захід за 1,2 км та на південний схід за 0,8 км | – << – | – << – | вис. 1,5-2,5 м                                                                 | Об’єкт                | Наказ УКіТ №25 від 02.03.05р.         | |
| 53.   |             | с. Співаківка Заводської сільської ради Ізюмського району. | Поселення козацької доби «Співаківка» | Голубєва І.В., 2008р. | У зв’язку із щільною забудовою візуально встановити орієнтовні межі неможливо. | Об’єкт                | Наказ УКіТ №113/1 від 24.03.10р.      | |
| 54.   |             | вул. Студенецька, с. Яремівка Студеноцької сільської ради Ізюмського р-ну. Поселення розташоване на східній околиці с. Яремівка в зоні житлової індивідуальної забудови. З півночі розташовано пустир. Зі сходу та заходу розташовані приватні будинки. З півдня проходить проїжджа частина вул. Студенецької. | Поселення доби бронзи та салтово-маяцької культури (СМК) «Яремівка, вул. Студенецька»                                                                                                  | Задніков С.А., 2008р. | 100×100 м                                                                      | Об’єкт                | Наказ УКіТ №113/1 від 24.03.10р.      | |
| 55.   |             | С. Капитолівка Капитолівської сільради Ізюмського району Харківської області. В межах села по вул. Зелена | Поселення «Капитолівка» | Колода В.В., доцент, к.і.н.,Владикін В.П., студент ХНПУ ім. Г.С. Сковороди; Чернова Н.А., вчитель історії Капитолівської ЗОШ.2006 р.VIII — Х ст. | 1000×700 м                                                                     | Об’єкт                | Наказ УКіТ № 142 від 11.04.11р.       | |
|       |             | | | |                                                                                |                       |                                       | |

## Джерело
Лист Харківської Облдержадміністрації на запит ВМ УА від 28 березня 2012. Файли доступні на сайті конкурсу WLM.